# Mayhem Festival
Mayhem Festival es un festival musical anual de metal extremo, la gira recorre los Estados Unidos iniciando en el mes de junio para finalizar a mediados de agosto. El festival The Rockstar Mayhem tour es patrocinado por Rockstar Energy Company.
El creador del evento es Kevin Lyman fundador de Vans Warped Tour —festival de música y de deportes extremos— y Taste of Chaos tour —festival musical de hardcore punk.—

## Lista de bandas por año
| Banda                     | 2008 | 2009 | 2010 | 2011 | 2012 | 2013 |
| ------------------------- | ---- | ---- | ---- | ---- | ---- | ---- |
| 3 Inches of Blood         |      |      | Sí   |      |      |      |
| 36 Crazyfists             | Sí   |      |      |      |      |      |
| 6 Ounce Gloves            | Sí   |      |      |      |      |      |
| Adakain                   |      | Sí   |      |      |      |      |
| Airbourne                 | Sí   |      |      |      |      |      |
| All Shall Perish          |      |      |      | Sí   |      |      |
| All That Remains          |      | Sí   |      |      |      |      |
| Amon Amarth               |      |      |      |      |      | Sí   |
| Anthrax                   |      |      |      |      | Sí   |      |
| Art of Destruction        |      |      | Sí   |      |      |      |
| As I Lay Dying            |      |      |      |      | Sí   |      |
| Ascend Through the Depths |      | Sí   | Sí   |      |      |      |
| Asking Alexandria         |      |      |      |      | Sí   |      |
| The Athiarchists          | Sí   |      | Sí   | Sí   |      |      |
| Atreyu                    |      |      | Sí   |      |      |      |
| Attika 7                  |      |      |      |      |      | Sí   |
| The Autumn Offering       | Sí   |      |      |      |      |      |
| Avenged Sevenfold         |      |      | Sí   |      |      |      |
| Back from Ashes           |      |      |      | Sí   | Sí   |      |
| A Balance of Power        |      |      | Sí   | Sí   | Sí   |      |
| Battlecross               |      |      |      |      |      | Sí   |
| Behemoth                  |      | Sí   |      |      |      |      |
| Betraying the Martyrs     |      |      |      |      | Sí   |      |
| Beyond the Scar           | Sí   | Sí   | Sí   | Sí   |      |      |
| Billy Talent              |      |      |      | Sí   |      |      |
| Black Tide                | Sí   |      |      |      |      |      |
| The Black Dahlia Murder   |      | Sí   |      |      |      |      |
| Born of Osiris            |      |      |      |      |      | Sí   |
| Brotherhood               |      |      | Sí   |      |      |      |
| Bullet For My Valentine   |      | Sí   |      |      |      |      |
| Butcher Babies            |      |      |      |      |      | Sí   |
| Cannibal Corpse           |      | Sí   |      |      |      |      |
| Catalysis                 |      |      | Sí   | Sí   |      |      |
| Children of Bodom         |      |      |      |      |      | Sí   |
| Chimaira                  |      |      | Sí   |      |      |      |
| City in the Sea           |      |      |      |      |      | Sí   |
| Colossick                 | Sí   |      |      |      |      |      |
| Continent of Ash          | Sí   | Sí   |      |      |      |      |
| Conquest                  | Sí   |      |      |      |      |      |
| Corrupt Absolute          |      | Sí   |      |      |      |      |
| Dead Broke                | Sí   |      |      |      |      |      |
| Dead Season               |      |      |      | Sí   |      |      |
| The Destro                | Sí   |      |      |      |      |      |
| Dethklok                  |      |      |      | Sí   |      |      |
| The Devil Wears Prada     |      |      |      |      | Sí   |      |
| Dirge Within              |      | Sí   |      |      |      |      |
| Dirtfedd                  |      |      |      |      | Sí   |      |
| Disturbed                 | Sí   |      |      | Sí   |      |      |
| Dr. Acula                 |      |      |      | Sí   |      |      |
| DragonForce               | Sí   |      |      |      |      |      |
| Drown Mary                | Sí   |      | Sí   | Sí   | Sí   |      |
| Emmure                    |      |      |      |      |      | Sí   |
| Epoxy                     | Sí   |      |      |      |      |      |
| Eve of an End             |      |      | Sí   |      |      |      |
| Five Finger Death Punch   | Sí   |      | Sí   |      |      | Sí   |
| God Forbid                |      | Sí   |      |      |      |      |
| Godsmack                  |      |      |      | Sí   |      |      |
| Gollum                    |      | Sí   | Sí   | Sí   |      |      |
| Hatebreed                 |      |      | Sí   | Sí   |      |      |
| Hell Within               |      |      |      | Sí   |      |      |
| Hemlock                   | Sí   | Sí   | Sí   |      |      |      |
| His Name Was Yesterday    |      |      | Sí   |      |      |      |
| Hostility                 |      |      | Sí   |      |      |      |
| Huntress                  |      |      |      |      |      | Sí   |
| I the Breather            |      |      |      |      | Sí   |      |
| In Flames                 |      |      |      | Sí   |      |      |
| In This Moment            |      |      | Sí   |      |      |      |
| Job for a Cowboy          |      | Sí   |      |      |      | Sí   |
| Killswitch Engage         |      | Sí   |      |      |      |      |
| Kingdom of Sorrow         | Sí   |      |      | Sí   |      |      |
| Know Lyfe                 |      | Sí   |      |      |      |      |
| Korn                      |      |      | Sí   |      |      |      |
| Lamb of God               |      |      | Sí   |      |      |      |
| Lost Chapter              |      | Sí   |      | Sí   |      |      |
| Madlife                   |      | Sí   |      |      |      |      |
| Mastodon                  | Sí   |      |      |      |      | Sí   |
| Machine Head              | Sí   |      |      | Sí   |      | Sí   |
| Marilyn Manson            |      | Sí   |      |      |      |      |
| Megadeth                  |      |      |      | Sí   |      |      |
| Mobile Deathcamp          |      | Sí   | Sí   | Sí   |      |      |
| Motionless in White       |      |      |      |      |      | Sí   |
| Motörhead                 |      |      |      |      | Sí   |      |
| Mower                     | Sí   |      |      |      |      |      |
| Mushroomhead              |      | Sí   |      |      |      |      |
| Must Not Kill             |      | Sí   | Sí   | Sí   |      |      |
| Negative 263              |      | Sí   |      |      |      |      |
| Norma Jean                |      |      | Sí   |      |      |      |
| Northwest Royale          |      | Sí   |      |      |      |      |
| Parc Jean Drapeau         |      |      |      | Sí   |      |      |
| Powderburn                | Sí   |      |      | Sí   |      |      |
| Property                  |      | Sí   |      |      |      |      |
| Psychostick               | Sí   |      | Sí   | Sí   |      |      |
| The Razorblade Dolls      |      |      |      |      |      | Sí   |
| The Red Chord             | Sí   |      |      |      |      |      |
| Ray Street Park           | Sí   |      |      |      |      |      |
| Red Fang                  |      |      |      | Sí   |      |      |
| Rob Zombie                |      |      | Sí   |      |      | Sí   |
| Saint Diablo              |      | Sí   | Sí   | Sí   |      |      |
| Sangre                    |      |      | Sí   |      | Sí   |      |
| Scorpion Child            |      |      |      |      |      | Sí   |
| Seasons After             |      | Sí   |      |      |      |      |
| Seven Year Existence      |      |      |      | Sí   |      |      |
| Shadows Fall              |      |      | Sí   |      |      |      |
| Sixx                      | Sí   |      |      |      |      |      |
| Silvertung                |      |      |      | Sí   |      |      |
| Skinlab                   |      | Sí   |      |      |      |      |
| Slayer                    |      | Sí   |      |      | Sí   |      |
| Slipknot                  | Sí   |      |      |      | Sí   |      |
| Soil                      | Sí   |      | Sí   |      |      |      |
| Soul Made Visible         |      | Sí   |      |      |      |      |
| Stemm                     | Sí   | Sí   | Sí   |      |      |      |
| Stigmurder                | Sí   |      |      |      |      |      |
| Straight Line Stitch      |      |      |      | Sí   |      |      |
| Stuck in Kaos             | Sí   |      |      |      |      |      |
| The Surface               |      |      |      | Sí   |      |      |
| Suicide Silence           | Sí   |      |      | Sí   |      |      |
| Swingshot                 |      | Sí   |      |      |      |      |
| Switchpin                 | Sí   | Sí   |      | Sí   |      |      |
| Tension Head              |      |      | Sí   | Sí   |      |      |
| Testament                 |      |      |      | Sí   |      |      |
| Texas Hippie Coalition    |      |      |      | Sí   |      |      |
| Thrown Into Exile         |      |      |      |      |      | Sí   |
| Trivium                   |      | Sí   |      | Sí   |      |      |
| Unbroken                  | Sí   |      |      |      |      |      |
| Uncrowned                 |      |      |      | Sí   |      |      |
| Underoath                 | Sí   |      |      |      |      |      |
| Unearth                   |      |      |      | Sí   |      |      |
| Until Chaos               |      |      |      | Sí   |      |      |
| Upon a Burning Body       |      |      | Sí   |      | Sí   |      |
| Valdur                    |      |      |      | Sí   |      |      |
| Vengince                  | Sí   |      | Sí   |      | Sí   |      |
| Waiting for Never         |      |      | Sí   |      |      |      |
| Walls of Jericho          | Sí   |      |      |      |      |      |
| Whitechapel               |      | Sí   |      |      | Sí   |      |
| Winds Of Plague           |      |      | Sí   |      |      |      |
| Xfactor1                  |      | Sí   | Sí   |      |      |      |

## 2010 alineación

### Plataforma central
- Korn
- Rob Zombie
- Lamb of God
  - Avenged Sevenfold (solamente 25 y 27 de julio)[1]
- Five Finger Death Punch

### Plataforma de Silver Star
- Atreyu
- Norma Jean
- In This Moment
- 3 Inches of Blood

### Plataforma Jägermeister
- Hatebreed
- Chimaira
- Shadows Fall
- Winds of Plague*
- Ganador de Jägermeister Battle of the Bands

Nota: Aunque Winds of Plague era anunciado como performando en la plataforma Jägermeister, la banda performaba en la plataforma de Silver Star en la mayoría de las fechas del tour.

### Fechas del tour
| Fecha                | Ciudad                         | País           | Facilidád                                          | Ganador de Battle of the Bands |
| -------------------- | ------------------------------ | -------------- | -------------------------------------------------- | ------------------------------ |
| 10 de julio de 2010  | Devore, California             | Estados Unidos | San Manuel Amphitheater                            | Sangre                         |
| 11 de julio de 2010  | Mountain View, California      | Estados Unidos | Shoreline Amphitheatre                             | Vengince                       |
| 13 de julio de 2010  | Auburn, Washington             | Estados Unidos | White River Amphitheatre                           | Drown Mary                     |
| 14 de julio de 2010  | Nampa, Idaho                   | Estados Unidos | Idaho Center Amphitheatre                          | A Balance of Power             |
| 16 de julio de 2010  | Phoenix, Arizona               | Estados Unidos | Cricket Wireless Pavilion                          | Hostility                      |
| 17 de julio de 2010  | Albuquerque, Nuevo México      | Estados Unidos | Hard Rock Casino Albuquerque Presents The Pavilion | Eve of an End                  |
| 18 de julio de 2010  | Greenwood Village, Colorado    | Estados Unidos | Comfort Dental Amphitheatre                        | Eve of an End                  |
| 20 de julio de 2010  | Maryland Heights, Misuri       | Estados Unidos | Verizon Wireless Amphitheater                      | Psychostick                    |
| 21 de julio de 2010  | Cincinnati, Ohio               | Estados Unidos | Riverbend Music Center                             | Ascend Through the Depths      |
| 23 de julio de 2010  | Camden, Nueva Jersey           | Estados Unidos | Susquehanna Bank Center                            | Beyond The Scar                |
| 24 de julio de 2010  | Hartford, Connecticut          | Estados Unidos | The Comcast Theatre                                | Hemlock                        |
| 25 de julio de 2010  | Montreal, Quebec               | Canadá         | Parc Jean-Drapeau                                  |                                |
| 27 de julio de 2010  | Mansfield, Massachusetts       | United States  | Comcast Center                                     | Stemm                          |
| 28 de julio de 2010  | Holmdel Township, Nueva Jersey | United States  | PNC Bank Arts Center                               | His Name Was Yesterday         |
| 30 de julio de 2010  | Tinley Park, Illinois          | United States  | First Midwest Bank Amphitheatre                    | Soil                           |
| 31 de julio de 2010  | Noblesville, Indiana           | United States  | Verizon Wireless Music Center                      | Xfactor1                       |
| 1 de agosto de 2010  | Atlanta, Georgia               | United States  | Lakewood Amphitheatre                              | Mobile Death Camp              |
| 3 de agosto de 2010  | Raleigh, North Carolina        | United States  | Time Warner Cable Music Pavilion                   | Gollum                         |
| 4 de agosto de 2010  | Virginia Beach, Virginia       | United States  | Virginia Beach Amphitheater                        | Saint Diablo                   |
| 6 de agosto de 2010  | Clarkston (Míchigan)           | United States  | DTE Energy Music Theatre                           | Tension Head                   |
| 7 de agosto de 2010  | Burgettstown, Pensilvania      | United States  | First Niagara Pavilion                             | Waiting for Never              |
| 8 de agosto de 2010  | Bristow, Virginia              | United States  | Jiffy Lube Live                                    | Art of Destruction             |
| 10 de agosto de 2010 | Tampa, Florida                 | United States  | Ford Amphitheatre                                  | Must Not Kill                  |
| 11 de agosto de 2010 | West Palm Beach, Florida       | United States  | Cruzan Amphitheatre                                | Catalysis                      |
| 13 de agosto de 2010 | Dallas, Texas                  | United States  | SuperPages.com Center                              | Brotherhood                    |
| 14 de agosto de 2010 | Oklahoma City, Oklahoma        | United States  | Zoo Amphitheatre                                   | Upon a Burning Body            |

## 2011 alineación

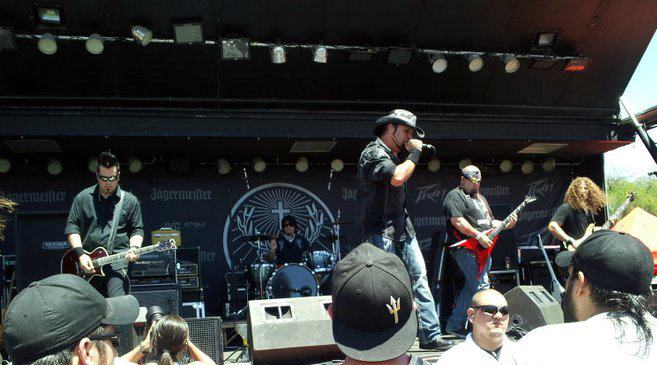
Banda de rock metal Back From Ashes de Phoenix performando con Nate Gullickson de Throw Logic y Dan Johnson de Love and Death en Mayhem Festival 2011 en Arizona

### Plataforma central
- Disturbed
- Godsmack
- Megadeth
- Dethklok (reemplazaba a Megadeth el 9 de julio)

### Rotating Main Stage
- Machine Head[3]
- Trivium

### Plataforma de Revolver
- In Flames
- Testament (mejor acto 9-10 de julio, reemplazando In Flames)[4]
- Suicide Silence
- All Shall Perish (cancellaba 24 de julio, reemplazado por The Athiarchists por ese fecha)
- Straight Line Stitch[5]

### Plataforma de Jägermeister
- The Athiarchists (mejor acto en lugar de In Flames después de 30 de julio)
- Trivium (mejor acto 9-20 de julio)
- Unearth
- Kingdom of Sorrow
- Red Fang
- Ganador de Jägermeister Battle of the Bands[5]

### Fechas del tour
| Fecha                | Ciudad                         | País           | Facilidád                                          | Cambios de alineación                                                                           | Banda de Jägermeister  |
| -------------------- | ------------------------------ | -------------- | -------------------------------------------------- | ----------------------------------------------------------------------------------------------- | ---------------------- |
| 9 de julio de 2011   | San Bernardino, California     | Estados Unidos | San Manuel Amphitheater                            | Dethklok reemplazaba a Megadeth, Testament reemplazaba a In Flames                              | Nihilist               |
| 10 de julio de 2011  | Mountain View, California      | Estados Unidos | Shoreline Amphitheatre                             | Testament reemplazó In Flames                                                                   | Valdur                 |
| 12 de julio de 2011  | Auburn, Washington             | Estados Unidos | White River Amphitheatre                           |                                                                                                 | Drown Mary             |
| 13 de julio de 2011  | Nampa, Idaho                   | Estados Unidos | Idaho Center Amphitheatre                          |                                                                                                 | A Balance of Power     |
| 15 de julio de 2011  | Phoenix, Arizona               | Estados Unidos | Ashley Furniture HomeStore Pavilion                |                                                                                                 | Back from Ashes        |
| 16 de julio de 2011  | Albuquerque, Nuevo Mexico      | Estados Unidos | Hard Rock Casino Albuquerque Presents The Pavilion |                                                                                                 | Until Chaos            |
| 17 de julio de 2011  | Greenwood Village, Colorado    | Estados Unidos | Comfort Dental Amphitheatre                        |                                                                                                 | Switchpin              |
| 19 de julio de 2011  | Maryland Heights, Misuri       | Estados Unidos | Verizon Wireless Amphitheater                      |                                                                                                 | Psychostick            |
| 20 de julio de 2011  | Cincinnati de julio Ohio       | Estados Unidos | Riverbend Music Center                             |                                                                                                 | Mobile Deathcamp       |
| 22 de julio de 2011  | Mansfield, Massachusetts       | Estados Unidos | Comcast Center                                     |                                                                                                 | Dead Season            |
| 23 de julio de 2011  | Montreal, Quebec               | Canadá         | Parc Jean Drapeau                                  | Todas las bandas de Mayhem Fest 2011 excepto Megadeth (el acto mejor de Heavy TO). aparecieron. |                        |
| 24 de julio de 2011  | Hartford, Connecticut          | Estados Unidos | The Comcast Theatre                                | All Shall Perish no performaba en este fecha.                                                   | Hell Within            |
| 26 de julio de 2011  | Corfu, Nueva York              | Estados Unidos | Darien Lake Performing Arts Center                 | Solamente cinco bandas                                                                          |                        |
| 27 de julio de 2011  | Holmdel Township, Nueva Jersey | Estados Unidos | PNC Bank Arts Center                               |                                                                                                 | Dr. Acula              |
| 29 de julio de 2011  | Burgettstown, Pensilvania      | Estados Unidos | First Niagara Pavilion                             |                                                                                                 | Lost Chapter           |
| 30 de julio de 2011  | Bristow, Virginia              | Estados Unidos | Jiffy Lube Live                                    |                                                                                                 | Silvertung             |
| 31 de julio de 2011  | Camden, Nueva Jersey           | Estados Unidos | Susquehanna Bank Center                            |                                                                                                 | Beyond the Scar        |
| 2 de agosto de 2011  | Virginia Beach, Virginia       | Estados Unidos | Virginia Beach Amphitheater                        |                                                                                                 | Saint Diablo           |
| 3 de agosto de 2011  | Raleigh, Carolina del Norte    | Estados Unidos | Time Warner Cable Music Pavilion                   |                                                                                                 | Gollum                 |
| 5 de agosto de 2011  | Tinley Park, Illinois          | Estados Unidos | First Midwest Bank Amphitheatre                    | Hatebreed reemplazaba a Trivium                                                                 | Seven Year Existence   |
| 6 de agosto de 2011  | Clarkston (Míchigan)           | Estados Unidos | DTE Energy Music Theatre                           | Hatebreed reemplazaba a Trivium                                                                 | Tension Head           |
| 7 de agosto de 2011  | Noblesville, Indiana           | Estados Unidos | Verizon Wireless Music Center                      | Hatebreed reemplazaba a Trivium                                                                 | The Surface            |
| 9 de agosto de 2011  | Oklahoma City, Oklahoma        | Estados Unidos | Zoo Amphitheatre                                   | Megadeth y Machine Head no aparecieron                                                          | Texas Hippie Coalition |
| 10 de agosto de 2011 | Dallas, Texas                  | Estados Unidos | SuperPages.com Center                              |                                                                                                 | Powderburn             |
| 12 de agosto de 2011 | Atlanta, Georgia               | Estados Unidos | Lakewood Amphitheatre                              |                                                                                                 | Uncrowned              |
| 13 de agosto de 2011 | Tampa, Florida                 | Estados Unidos | 1-800-ASK-GARY Amphitheatre                        |                                                                                                 | Catalysis              |
| 14 de agosto de 2011 | West Palm Beach, Florida       | Estados Unidos | Cruzan Amphitheatre                                |                                                                                                 | Must Not Kill          |

## 2012 alineación

### Plataforma central
- Slipknot
- Slayer
- Motörhead
- Espacio para banda rodando

#### Bandas rodandos
Las bandas cambian entre empezando la plataforma central y suportando a Anthrax en la plataforma de Jagermeister
- The Devil Wears Prada (30 de junio - 11 de julio)
- As I Lay Dying (13 de julio - 24 de julio)
- Asking Alexandria (25 de julio - 5 de agosto)

### Plataforma de Jägermeister Mobile
- Anthrax
- Espacio para banda rodando
- Espacio para banda rodando
- Whitechapel
- Upon A Burning Body (30 de junio - 11 de julio)
- Betraying the Martyrs (13 de julio - 24 de julio)
- I the Breather (25 de julio - 5 de agosto)
- Ganador de Jägermeister Battle of the Bands[5]

### Plataforma de Sumerian Records
- Ganador de Sumerian Stage local Headbang for the Highway Battle of the Bands (Spiral Fracture - 29 de julio)
- Upon A Burning Body (13 de julio - 5 de agosto)
- I the Breather (30 de junio - 24 de julio)
- Betraying the Martyrs (30 de junio - 11 de julio) (25 de julio - 5 de agosto)
- Dirtfedd
- Ganador de Sumerian Stage local Headbang for the Highway Battle of the Bands Thrown Into Exile (30 de junio)],[10] (Depths of Mariana - 29 de julio)

### Fechas del tour
| Fecha               | Ciudad                       | País           | Facilidad                           |
| ------------------- | ---------------------------- | -------------- | ----------------------------------- |
| 30 de junio de 2012 | San Bernardino, California   | Estados Unidos | San Manuel Amphitheater             |
| 1 de julio de 2012  | Mountain View, California    | Estados Unidos | Shoreline Amphitheatre              |
| 3 de julio de 2012  | Auburn, Washington           | Estados Unidos | White River Amphitheatre            |
| 4 de julio de 2012  | Nampa, Idaho                 | Estados Unidos | Idaho Center Amphitheatre           |
| 6 de julio de 2012  | Phoenix, Arizona             | Estados Unidos | Ashley Furniture HomeStore Pavilion |
| 7 de julio de 2012  | Albuquerque, Nuevo México    | Estados Unidos | Hard Rock Casino                    |
| 8 de julio de 2012  | Greenwood Village, Colorado  | Estados Unidos | Comfort Dental Amphitheatre         |
| 10 de julio de 2012 | Dallas, Texas                | Estados Unidos | Gexa Energy Pavilion                |
| 11 de julio de 2012 | The Woodlands, Texas         | Estados Unidos | Cynthia Woods Mitchell Pavilion     |
| 13 de julio de 2012 | Tampa, Florida               | Estados Unidos | 1-800-ASK-GARY Amphitheatre         |
| 14 de julio de 2012 | Atlanta, Georgia             | Estados Unidos | Aaron's Amphitheatre at Lakewood    |
| 15 de julio de 2012 | Noblesville, Indiana         | Estados Unidos | Klipsch Music Center                |
| 17 de julio de 2012 | Bonner Springs, Kansas       | Estados Unidos | Sandstone Amphitheater              |
| 18 de julio de 2012 | Oklahoma City, Oklahoma      | Estados Unidos | Zoo Amphitheatre                    |
| 20 de julio de 2012 | Maryland Heights, Misuri     | Estados Unidos | Verizon Wireless Amphitheater       |
| 21 de julio de 2012 | Tinley Park, Illinois        | Estados Unidos | First Midwest Bank Amphitheatre     |
| 22 de julio de 2012 | Clarkston (Míchigan)         | Estados Unidos | DTE Energy Music Theatre            |
| 24 de julio de 2012 | Cincinnati, Ohio             | Estados Unidos | Riverbend Music Center              |
| 25 de julio de 2012 | Cuyahoga Falls, Ohio         | Estados Unidos | Blossom Music Center                |
| 27 de julio de 2012 | Camden, New Jersey           | Estados Unidos | Susquehanna Bank Center             |
| 28 de julio de 2012 | Burgettstown, Pensilvania    | Estados Unidos | First Niagara Pavilion              |
| 29 de julio de 2012 | Bristow, Virginia            | Estados Unidos | Jiffy Lube Live                     |
| 31 de julio de 2012 | Saratoga Springs, Nueva York | Estados Unidos | Saratoga Performing Arts Center     |
| 1 de agosto de 2012 | Corfu, Nueva York            | Estados Unidos | Darien Lake Performing Arts Center  |
| 3 de agosto de 2012 | Mansfield, Massachusetts     | Estados Unidos | Comcast Center                      |
| 4 de agosto de 2012 | Scranton, Pensilvania        | Estados Unidos | Toyota Pavilion                     |
| 5 de agosto de 2012 | Hartford, Connecticut        | Estados Unidos | Comcast Theatre                     |

## 2013 alineación

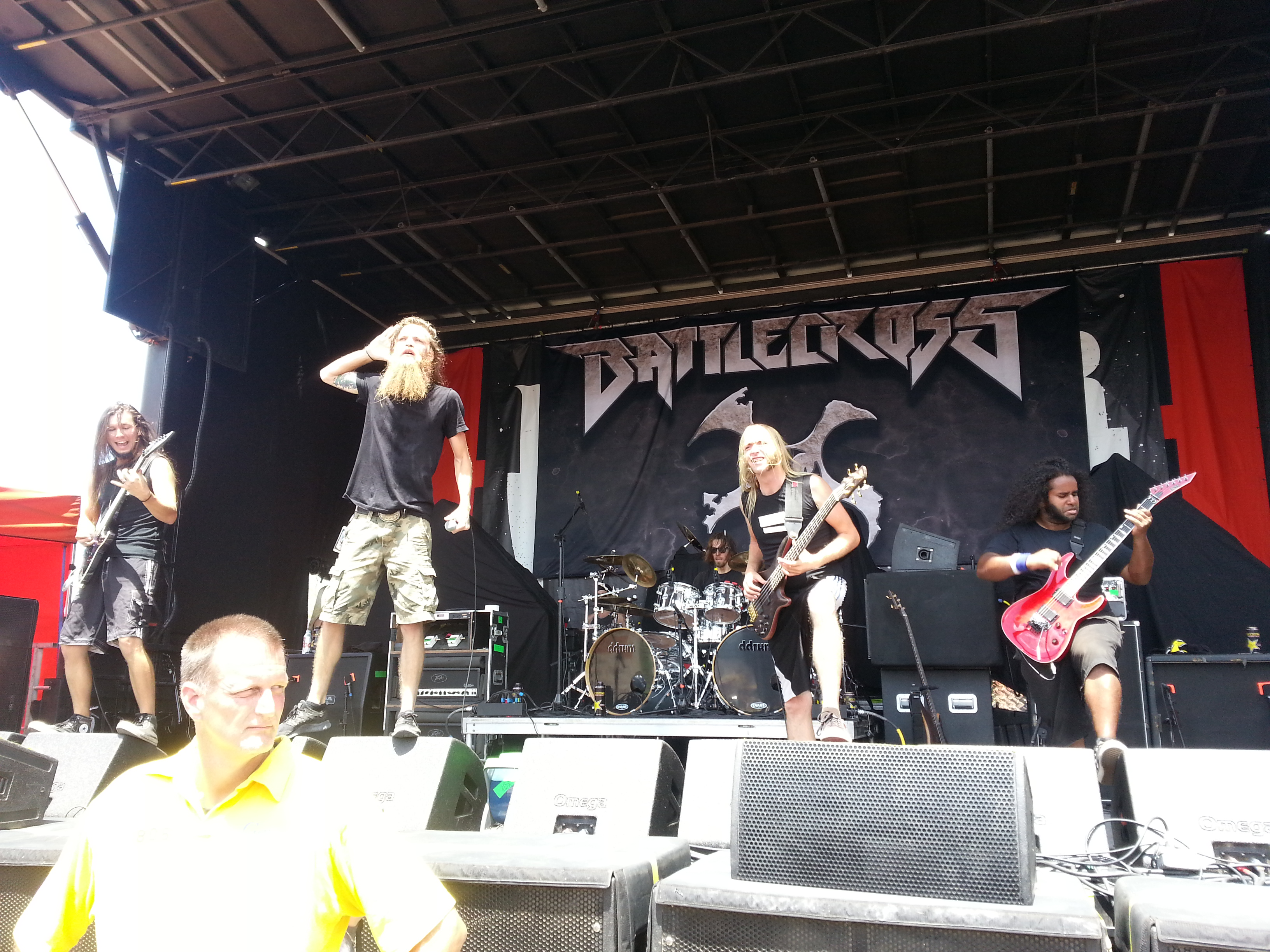
Battlecross performando en Mayhem Festival en Dallas, Texas con percusionista de tour Kevin Talley de Dååth

### Plataforma central
- Rob Zombie
- Five Finger Death Punch
- Mastodon
- Amon Amarth

### Plataforma de Jägermeister
- Machine Head
- Job for a Cowboy
- Butcher Babies
- Battlecross
- Huntress

### Plataforma de Musician's Institute
- Children of Bodom
- Emmure
- Born of Osiris
- Motionless In White
- Attika 7
- Thrown Into Exile

### Plataforma de Sumerian Records
- Scorpion Child
- City in the Sea
- Shores Of Acheron (3 de agosto - Ganador de Headbang For The Highway)
- Depths of Mariana (24 de julio - Ganador de Headbang for the Highway)[12]
- Let The River Swell (7/12 de julio - Ganador de Headbang For The Highway)

### Fechas del tour
| Fecha               | Ciudad                     | País           | Facilidad                                                 |
| ------------------- | -------------------------- | -------------- | --------------------------------------------------------- |
| 29 de junio de 2013 | San Bernardino, California | Estados Unidos | San Manuel Amphitheater                                   |
| 30 de junio de 2013 | Mountain View, California  | Estados Unidos | Shoreline Amphitheatre                                    |
| 2 de julio de 2013  | Nampa, Idaho               | Estados Unidos | Idaho Center Amphitheatre                                 |
| 3 de julio de 2013  | Auburn, Washington         | Estados Unidos | White River Amphitheatre                                  |
| 5 de julio de 2013  | Phoenix, Arizona           | Estados Unidos | Ashley Furniture HomeStore Pavilion                       |
| 6 de julio de 2013  | Albuquerque, Nuevo México  | Estados Unidos | Hard Rock Casino                                          |
| 7 de julio de 2013  | Englewood, Colorado        | Estados Unidos | Fiddler's Green Amphitheatre                              |
| 10 de julio de 2013 | Toronto, Ontario           | Canadá         | Molson Canadian Amphitheatre                              |
| 12 de julio de 2013 | Burgettstown, Pensilvania  | Estados Unidos | First Niagara Pavilion                                    |
| 13 de julio de 2013 | Scranton, Pensilvania      | Estados Unidos | Toyota Pavilion                                           |
| 14 de julio de 2013 | Corfu, Nueva York          | Estados Unidos | Darien Lake Performing Arts Center                        |
| 16 de julio de 2013 | Mansfield, Massachusetts   | Estados Unidos | Comcast Center                                            |
| 17 de julio de 2013 | Bangor, Maine              | Estados Unidos | Bangor Waterfront                                         |
| 19 de julio de 2013 | Camden, Nueva Jersey       | Estados Unidos | Susquehanna Bank Center                                   |
| 20 de julio de 2013 | Saratoga Springs, New York | Estados Unidos | Saratoga Performing Arts Center                           |
| 21 de julio de 2013 | Hartford, Connecticut      | Estados Unidos | Comcast Theatre                                           |
| 23 de julio de 2013 | Holmdel, Nueva Jersey      | Estados Unidos | PNC Bank Arts Center                                      |
| 24 de julio de 2013 | Bristow, Virginia          | Estados Unidos | Jiffy Lube Live                                           |
| 26 de julio de 2013 | Noblesville, Indiana       | Estados Unidos | Klipsch Music Center                                      |
| 27 de julio de 2013 | Tinley Park, Illinois      | Estados Unidos | First Midwest Bank Amphitheatre                           |
| 28 de julio de 2013 | Clarkston (Míchigan)       | Estados Unidos | DTE Energy Music Theatre                                  |
| 30 de julio de 2013 | Atlanta, Georgia           | Estados Unidos | Aaron's Amphitheatre at Lakewood                          |
| 31 de julio de 2013 | Tampa, Florida             | Estados Unidos | Live Nation Amphitheatre at the Florida State Fairgrounds |
| 2 de agosto de 2013 | Austin, Texas              | Estados Unidos | Circuit of the Americas                                   |
| 3 de agosto de 2013 | The Woodlands, Texas       | Estados Unidos | Cynthia Woods Mitchell Pavilion                           |
| 4 de agosto de 2013 | Dallas, Texas              | Estados Unidos | Gexa Energy Pavilion                                      |